# Districtul Szolnok
Szolnok (în maghiară Szolnoki járás) este un district în județul Jász-Nagykun-Szolnok, Ungaria.
Se află în Câmpia Panonică. Are o suprafață de 914,48 km². Populația este de 108.423 locuitori, determinată în 1 octombrie 2022, prin recensământ, chestionar, pe criteriul de populație rezidentă (Ungaria)[*].